# Église Saint-Maurice de Buxières-les-Mines
L'église Saint-Maurice est une église catholique située à Buxières-les-Mines, en France.

## Localisation
L'église est située dans le département français de l'Allier, sur la commune de Buxières-les-Mines.

## Historique
L'édifice est classé au titre des monuments historiques en 1886.

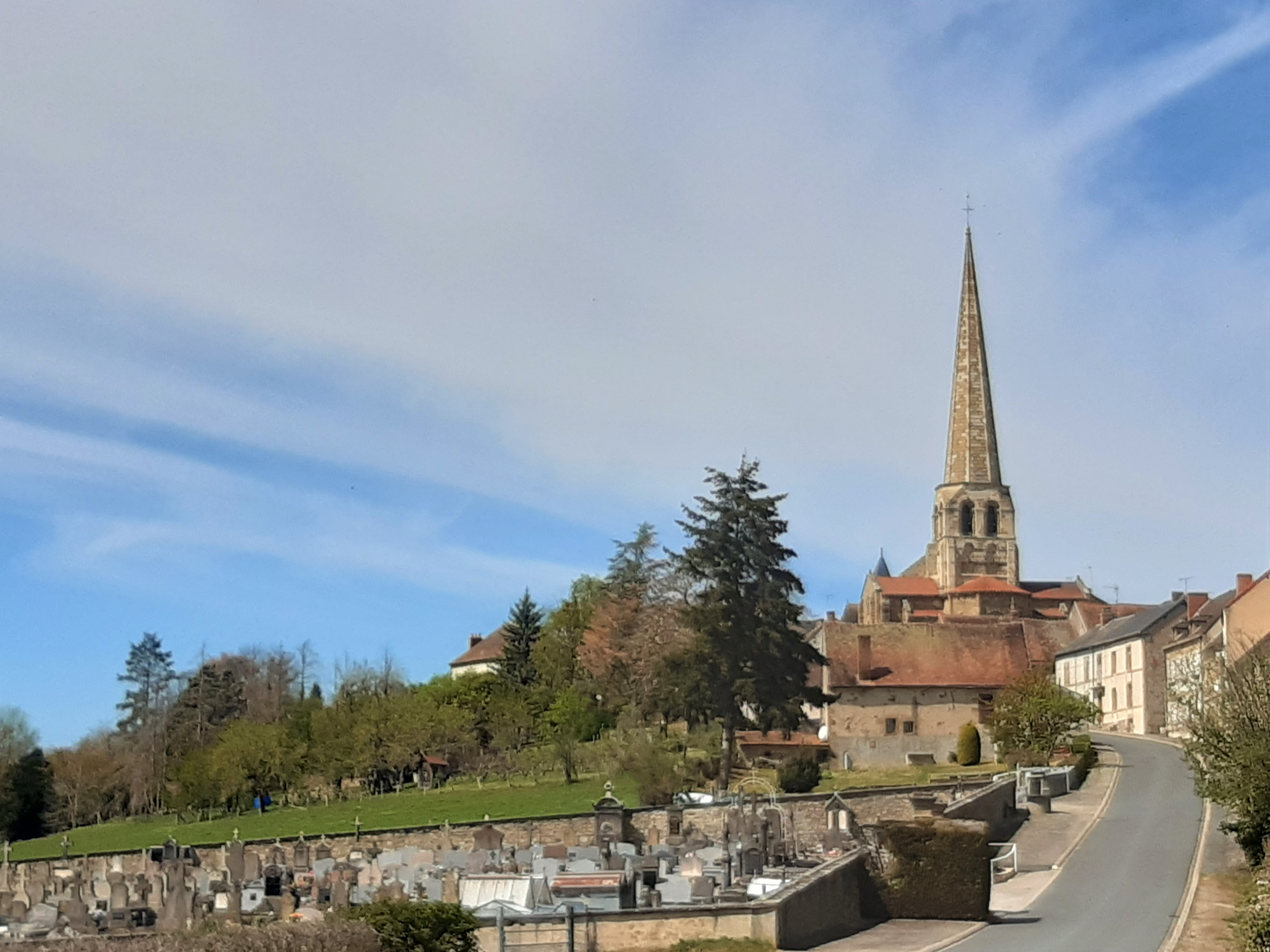
Église Saint-Maurice et le cimetière.
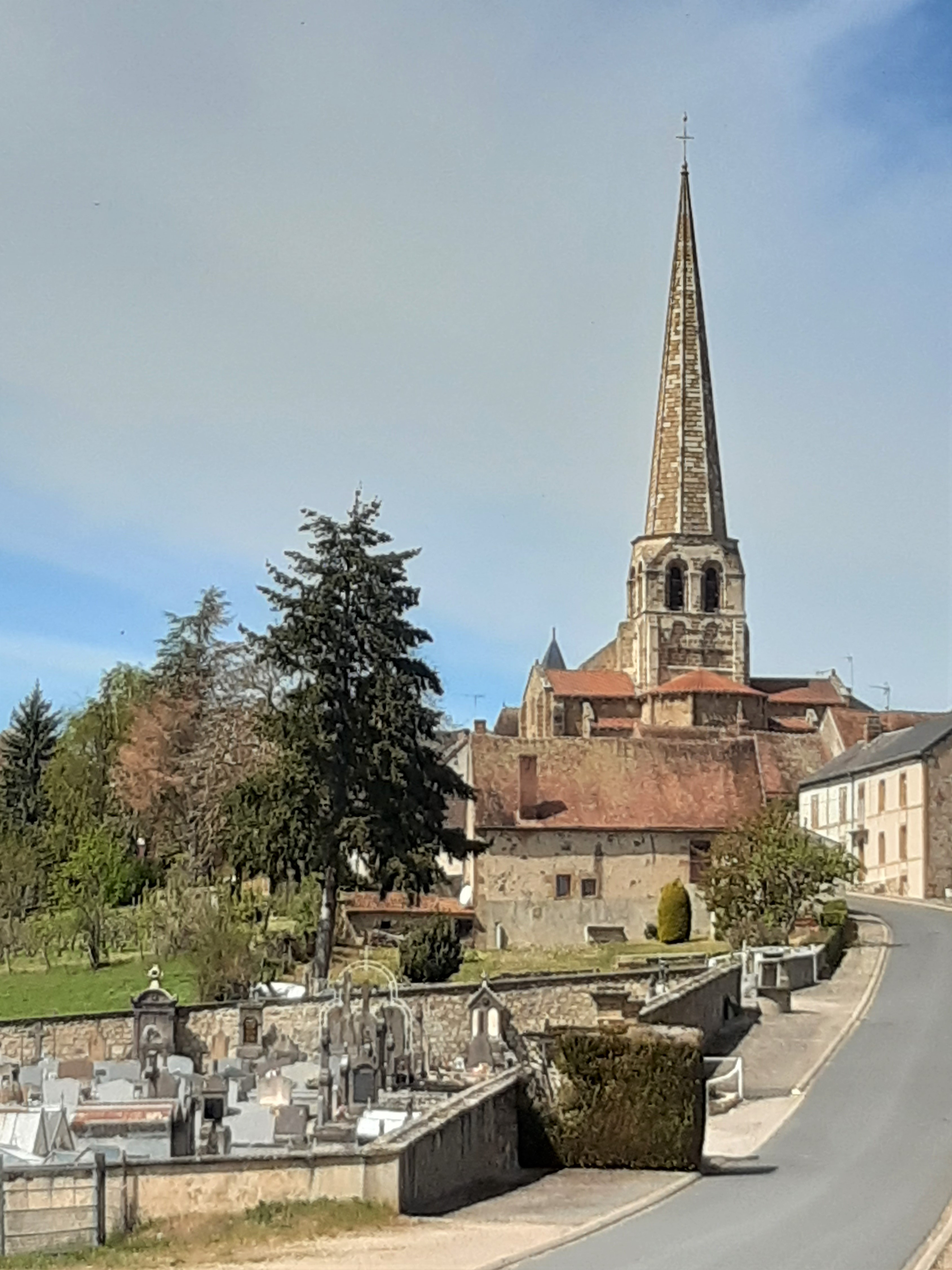
Église Saint-Maurice.